# محمد صلاح (تشالدران)
محمد صلاح (بالفارسية: محمدصلاح) هي قرية تقع في قسم ببه‌جيك (مقاطعة تشالدران) في إيران. يقدر عدد سكانها بـ 20 نسمة بحسب إحصاء 2016.